# Top of the World (Santa Lucía)
Top of the World es una localidad de Santa Lucía que forma parte del distrito de Gros Islet.

## Toponimia
La localidad también es conocida por el nombre de Marisule/Top of the World.